# Timm Beichelt

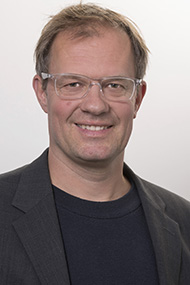
Viadrina Professor Timm Beichelt

Timm Beichelt (* 7. Februar 1968 in Köln) ist ein deutscher Professor für Europa-Studien an der Europa-Universität Viadrina.

## Leben
Nach erfolgtem Abitur am Städtischen Gymnasium Rheinbach im Jahr 1988 studierte Timm Beichelt von 1990 bis 1996 Politikwissenschaft, Volkswirtschaftslehre und Slawistik in Heidelberg und Paris. Anschließend war er wissenschaftlicher Angestellter am Institut für politische Wissenschaft der Universität Heidelberg, wissenschaftlicher Angestellter am Projekt „Preemptive Institutionenbildung“ an der Humboldt-Universität zu Berlin und wissenschaftlicher Assistent an der Europa-Universität Viadrina Frankfurt; 2000 erfolgte seine Promotion an der Universität Heidelberg zum Thema Demokratische Konsolidierung im postsozialistischen Europa. Im Jahr 2008 erfolgte die Ernennung zum Professor an der Europa-Universität Viadrina mit der Denomination Europa-Studien.
Seit 2009 ist Timm Beichelt Vorstandsmitglied der Deutschen Gesellschaft für Osteuropakunde (DGO).

## Forschung und Lehre
Die Forschungsschwerpunkte von Timm Beichelt sind die Europäische Union, Demokratie in Osteuropa, Kultur und Politik, sowie der Rechtsradikalismus in Osteuropa.

## Schriften (Auswahl)
- Demokratische Konsolidierung im postsozialistischen Europa. Die Rolle der politischen Institutionen. Leske und Budrich, Opladen 2001, ISBN 978-3-8100-2857-0 (zugleich Dissertationsschrift, Universität Heidelberg, 2000).
- Die Europäische Union nach der Osterweiterung. Verlag für Sozialwissenschaften (UTB), Wiesbaden 2004, ISBN 978-3-8252-2551-3.
- Deutschland und Europa. Die Europäisierung des politischen Systems. 2. Auflage, Springer VS, Wiesbaden 2015, ISBN 978-3-531-19874-3.
- Ersatzspielfelder. Zum Verhältnis von Fußball und Macht. Suhrkamp, Berlin 2018, ISBN 978-3-518-12723-0.
- Homo Emotionalis. Zur Systematisierung von Gefühlen in der Politik. Springer VS, Wiesbaden 2021, ISBN 978-3-658-34228-9.
  - Homo Emotionalis. On the systematization of emotions in politics. Springer, Wiesbaden 2023, ISBN 978-3-658-39025-9.